# Kemaliye
Kemaliye, ehemals Eğin (von armenisch Ակն – Akn), ist eine Stadt und zugleich Verwaltungszentrum des gleichnamigen Landkreises in der türkischen Provinz Erzincan. Die Stadt liegt 150 Straßenkilometer südöstlich von Erzincan am Euphrat. Sie beherbergt etwa 43 Prozent der Landkreisbevölkerung.

## Geographie
Der Landkreis Kemaliye ist der südlichste Landkreis der Provinz und grenzt im Norden an den Kreis İliç. Die übrigen Grenzen bilden Provinzgrenzen: Sivas im Westen, Malatya und Elazığ im Süden sowie Tunceli im Osten.
Ende 2020 lag Kemaliye mit 7305 Einwohnern auf dem 8. und somit vorletzten Platz der bevölkerungsreichsten Landkreise in der Provinz Erzincan. Der Landkreis hat mit 4,0 Einwohnern je Quadratkilometer die zweitniedrigste Bevölkerungsdichte (Provinzdurchschnitt: 19,8 Einwohner je km²) – wie die Mehrzahl der Kreise im Osten und Westen der Provinz.
Neben der Kreisstadt besteht der Kreis aus 61 Dörfern (Köy) mit durchschnittlich 45 Bewohnern. Das ist der zweitniedrigste Einwohnerstand pro Dorf, der Provinzdurchschnitt aller 522 Dörfer beträgt 69 Einwohner. Das Dorf Topkapı ist mit 263 Einwohnern das größte. Esertepe (2017: 15 Einw.) ist seit 2018 ein Stadtviertel (Mahalle) der Kreisstadt (2020: 16 Einwohner).

## Geschichte
Die alte Stadt Akn wurde ums Jahr 1023 von Vasallen des armenischen Königs Seneqerim Johannes, dem letzten Herrscher des südarmenischen Reiches von Vaspurakan gegründet. Bis 1915, zu Beginn des Völkermords an den Armeniern, hatte die armenisch-apostolische Gemeinde in der Stadt Eğin zwei Kirchen (Surp Kevork und Surp Asdvadzadzin) und zwei Klöster (Surp Krikor Narekazi und Gosmas Tamianos).
Der Name Kemaliye wurde 1922 gewählt und diente der Ehrung des Staatsgründers Mustafa Kemal Atatürk. Die offizielle Umbenennung erfolgte 1926.

## Persönlichkeiten
- Ebu Sehil Nu'man Efendi (ca. 1700 – nach 1750), osmanischer Rechtsgelehrter und Chronist
- Avedis Bedros XIV. Arpiarian (1856–1937), armenisch-katholischer Patriarch von Kilikien
- Atom Jertschanian aka Siamanto (1878–1915), Schriftsteller und Opfer des Völkermords an den Armeniern
- Krikor Torosyan aka Gigo (1884–1915), armenischer Satiriker, Karikaturist, Journalist und Verleger
- Zakar Tarver (1893–1960), türkischer Radiologe armenischer Abstammung
- Ali Coşkun (* 1939), früherer Handels- und Industrieminister